# Orpiszew
Orpiszew – wieś w Polsce położona w województwie wielkopolskim, w powiecie krotoszyńskim, w gminie Krotoszyn.
| SIMC    | Nazwa | Rodzaj                          |
| ------- | ----- | ------------------------------- |
| 0201885 | Janów | część wsi (zniesiona w 2023 r.) |

## Historia
Miejscowość leżała w obrębie księstwa krotoszyńskiego (1819-1927), którym władali książęta rodu Thurn und Taxis. W okresie Wielkiego Księstwa Poznańskiego (1815-1848) miejscowość wzmiankowana jako Orpiszewo należała do wsi większych w ówczesnym pruskim powiecie Krotoszyn w rejencji poznańskiej. Orpiszewo należało do okręgu krotoszyńskiego tego powiatu i stanowiło odrębny majątek, którego właścicielem był wówczas książę Maximilian Karl von Thurn und Taxis. Według spisu urzędowego z 1837 roku wieś liczyła 609 mieszkańców, którzy zamieszkiwali 68 dymów (domostw).
W latach 1954–1971 wieś była siedzibą gromady Orpiszew, po jej zniesieniu w gromadzie Krotoszyn. W latach 1975–1998 miejscowość administracyjnie należała do województwa kaliskiego.
Szkoła powstała we wsi w 1874 (rozbudowana w 1987, obecnie Zespół Szkół im. rotmistrza Witolda Pileckiego). W czasie II wojny światowej wiele polskich rodzin zostało wysiedlonych, a ich miejsce zajmowały niemieckie rodziny z Besarabii (wysiedlone po 1945). We wsi funkcjonuje Wiejski Dom Kultury i remiza strażacka.

## Osoby
We wsi urodził się Józef Młynarz, żołnierz Armii Krajowej.